# شمشیری (سرده)
شمشیری یا سانسِوِریا (نام علمی: Sansevieria) نام یک سرده از خانواده مارچوبه‌سانان است. گیاهی دائمی و همیشه سبز که در فارسی به دراژا (درازا، اشاره به دراز و بلند بودن برگ‌ها) معروف است، این گیاه دارای برگ‌های شمشیر مانند با حاشیهٔ زرد است. نام علمی این گیاه Sansevieria trifasciata است. سانسوريا از مقاوم‌ترين گياهان آپارتمانی است كه شرايط سخت مثل كم نوری و كم آبی را تحمل می‌كند و گیاه مناسبی برای کاهش مضرات امواج وای فای است.

## انواع
سانسوریا انواع مختلفی دارد از جمله: سبز، ابلق، گلدن هانی، بلک، کراواتی، پاکوتاه، لوله‌ای (نیزه آفریقایی)، رنگی و مهتابی. 

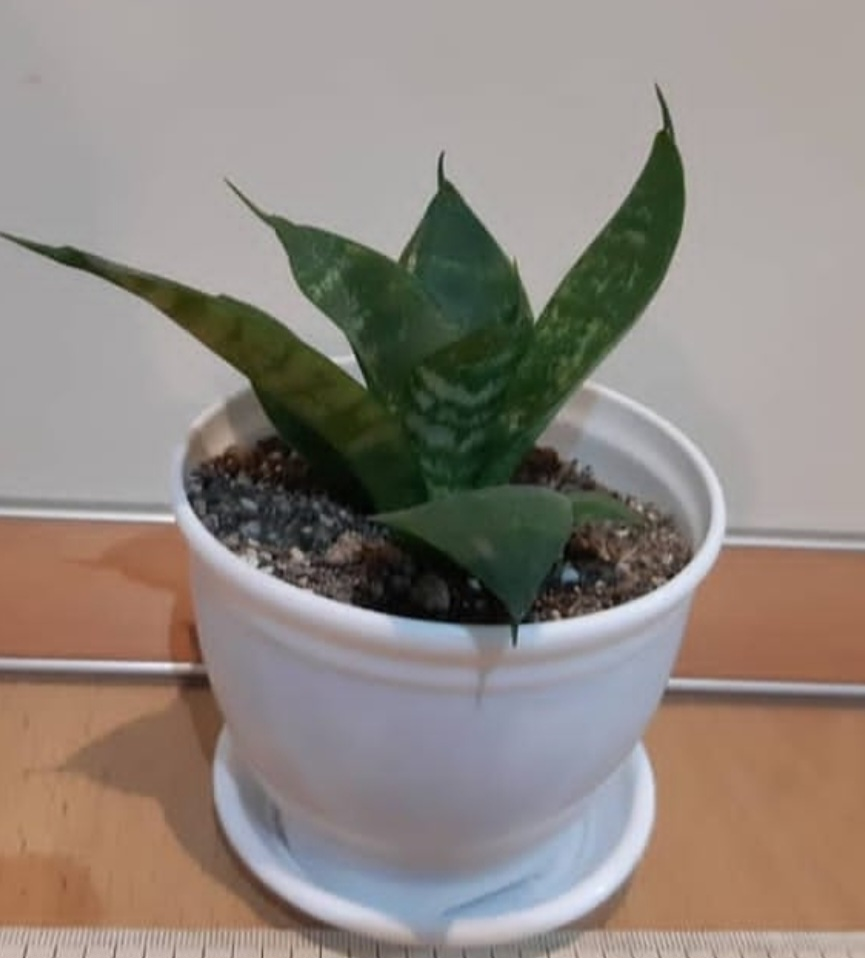
گیاه سانسوریا پاکوتاه

## تصفیهٔ آلودگی‌های هوا
بر اساس تحقیقات ناسا این گیاه در فهرست ۱۵ گیاهان مؤثر در تصفیهٔ آلودگی‌های هوا قرار دارد. از جمله گیاهانی که برای تصفیه محیط مفید است می‌توان فیلودندرون، پوتوس، همیشه سبز چینی، سرخس بوستون، فیکوس بنجامین، ژربرا دیزی، کلروفیتوم، پیچک انگلیسی را نام برد.

## طریقه نگهداری
- نور: گرچه به نور کم مقاوم است ولی نور کامل بهترین شرایط نوری این گیاه است.

- دما:  در زمستان تا درجه حرارت ۱۰ درجه سانتیگراد را تحمل می‌کند، ولی درجه حرارت مطلوب در این فصل ۱۶ است.

- آبیاری: بین دو آبیاری خاک باید خشک شود و خشکی خاک را می‌تواند تا حدی تحمل کند ولی خشکی زیاد باعث چروکیدگی برگ‌ها می‌شود.

- رطوبت: نیاز رطوبتی کمی دارد و به غبارپاشی احتیاج نیست.

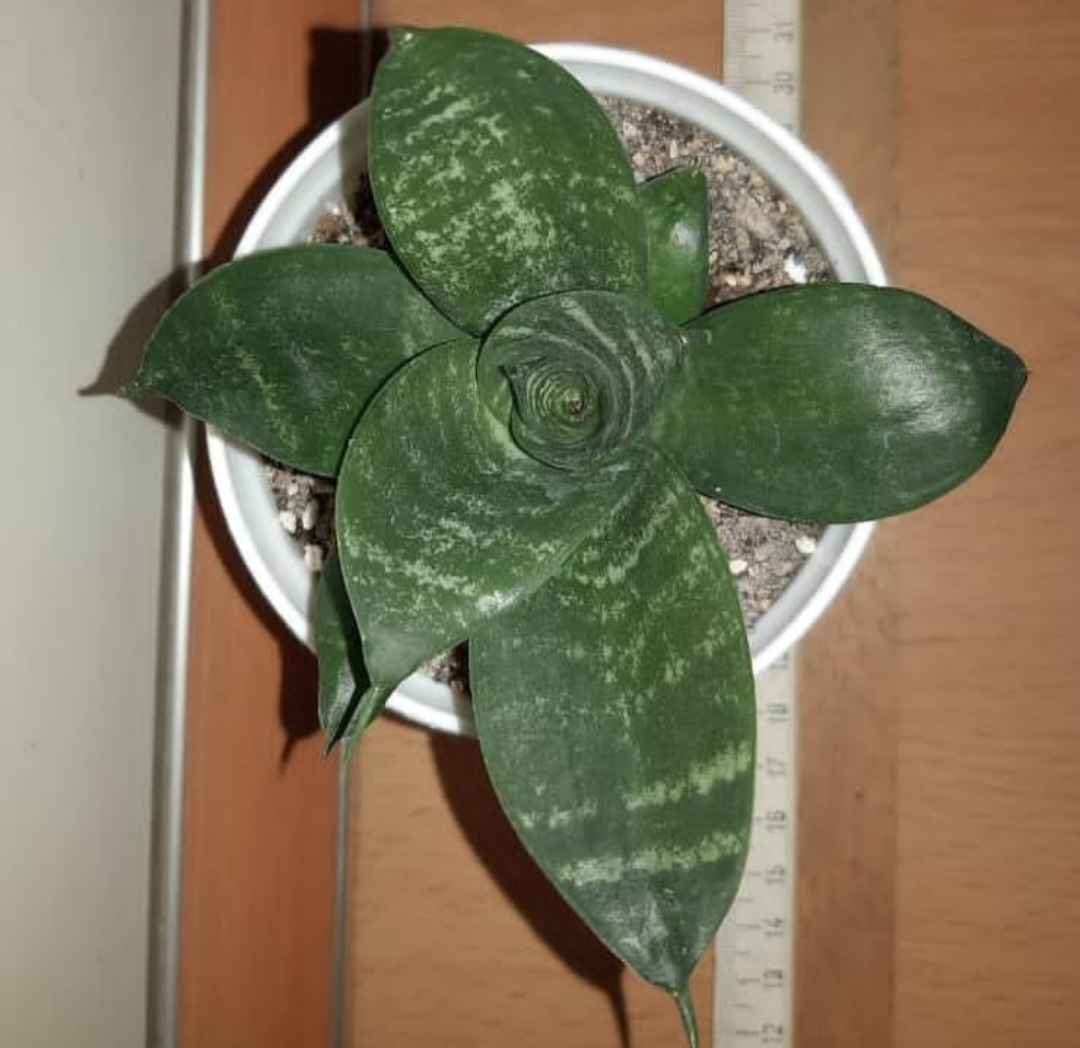
گیاه سانسوریا پاکوتاه از نمای بالا

- تغذیه: هر دو هفته یکبار کمبود عناصر در خاک گلدان را با اضافه نمودن کودهای مایع یا جامد محلول در آب مخصوص گل‌های زینتی طبق دستور جبران کنید.

- خاک مناسب: خاک کمپوست بهترین خاک برای این گیاه است.